# Johannes Wagner
Johannes Wagner (...) è un giocatore di football americano tedesco che gioca come defensive lineman per gli Allgäu Comets.